# Dmitri Nikolaïevitch Sviatopolk-Mirski
Pour les articles homonymes, voir Dmitri Sviatopolk-Mirski.
 (février 2025).
Si vous disposez d'ouvrages ou d'articles de référence ou si vous connaissez des sites web de qualité traitant du thème abordé ici, merci de compléter l'article en donnant les références utiles à sa vérifiabilité et en les liant à la section « Notes et références ».
Dmitri Nikolaïevitch Sviatopolk-Mirski (en russe : Дмитрий Николаевич Святополк-Мирский), né en 1874 et mort en 1950, est un prince de la maison Sviatopolk-Mirski ayant exercé des fonctions politiques sous l'Empire russe.
Après des études à la faculté de droit de l'université impériale de Moscou (en), il voyage en France et en Allemagne avant de retourner en Russie en 1899. Propriétaire d'un domaine dans l'ouïezd de Beltsi, dans le gouvernement de Bessarabie, il est élu à la Douma d'État de l'Empire russe et à celle de Bessarabie. Il émigre dans le Rouyaume de Roumanie en 1920.

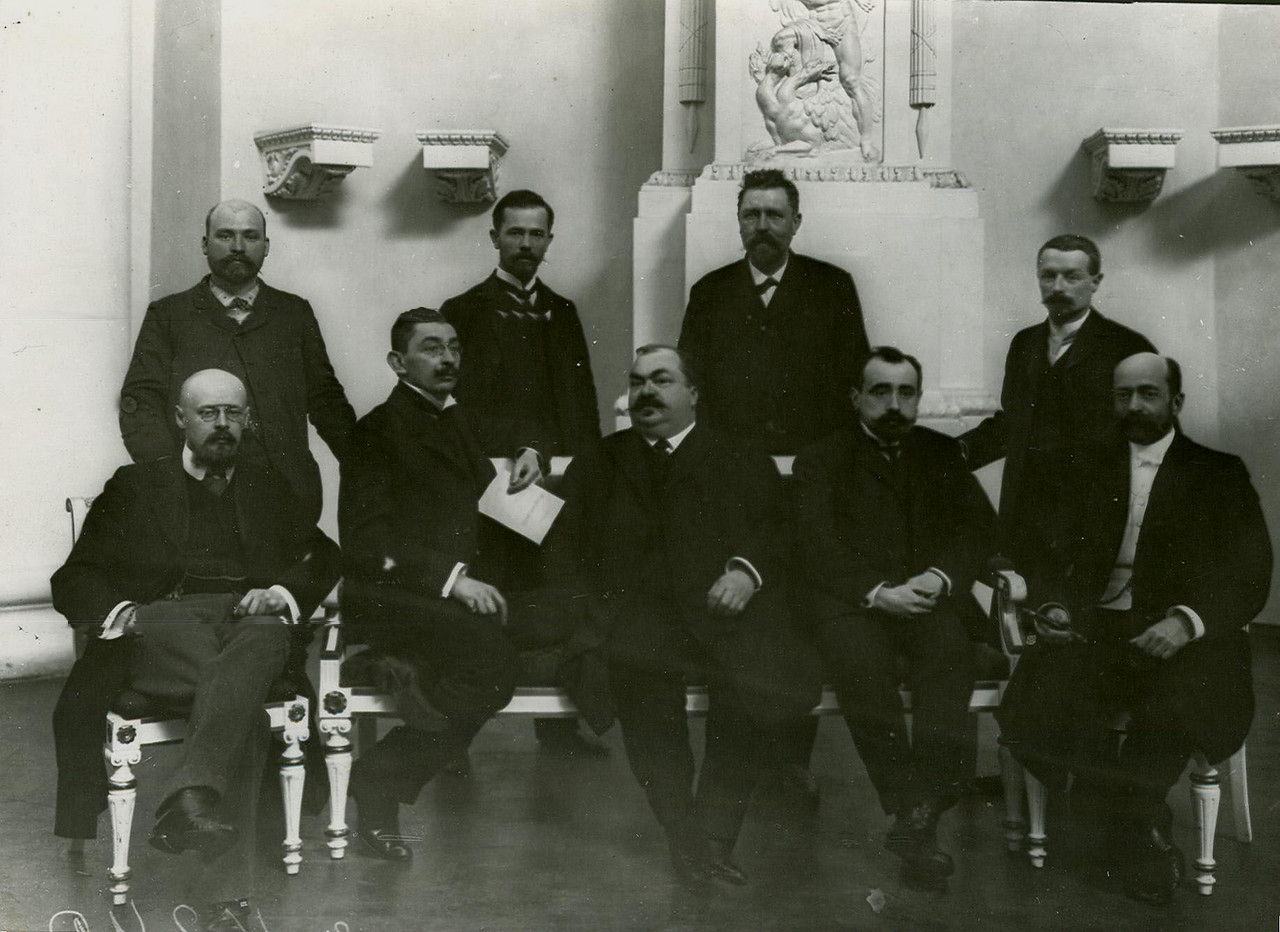
Membres de la 2e Douma d'État de Bessarabie en 1907. Debout :,, et Dmitri Sviatopolk-Mirski. Assis : Vladimir Pourichkevitch,,, et Pavel Krouchevan.